# Девід Шрамм (астрофізик)
Девід Норман Шрамм (25 жовтня 1945 – 19 грудня 1997) — американський астрофізик і педагог, спеціаліст з теорії Великого вибуху, один з піонерів фізики астрочастинок. Він був особливо відомий завдяки дослідженню нуклеосинтезу Великого вибуху та його використання як тесту космологічних моделей. Він також зробив важливий внесок у дослідження космічних променів, вибухів наднових, нуклеосинтезу важких елементів і ядерної астрофізики загалом.

## Біографія
Девід Шрамм народився в Сент-Луїсі, штат Міссурі, і отримав ступінь магістра фізики в Массачусетському технологічному інституті в 1967 році, де він також був членом команди з боротьби. Він отримав ступінь доктора філософії з фізики в Каліфорнійському технологічному інституті в 1971 році під керівництвом Вільяма Фаулера та Джерральда Вассербурга. Після короткого періоду викладання в Техаському університеті в Остіні, (де він також грав у регбі-клубі Austin Huns разом із Петом Локріджем), він прийняв посаду професора в Чиказькому університеті, де провів решту своєї кар’єри.
Шрамм отримав премію Роберта Трюмплера від Тихоокеанського астрономічного товариства в 1974 році, премію Гелени Ворнер з астрономії від Американського астрономічного товариства в 1978 році, а також був нагороджений премією Лілієнфельда від Американського фізичного товариства в 1993 році. У 1986 році він був обраний членом Національної академії наук США.
Шрамм, захоплбвався авіацією, сам керував літаками і загинув 19 грудня 1997 року, коли його Swearingen-Fairchild SA-226 розбився поблизу Денвера в штаті Колорадо. Він був єдиним пасажиром літака. Національна рада з безпеки на транспорті визнала причиною помилку пілота. На момент смерті він був віце-президентом з досліджень і професором фізичних наук Луїса Блока в Чиказькому університеті.

## Папʼять
У 2000 році Відділом астрофізики високих енергій Американського астрономічного товариства на його честь була заснована премія Девіда Шрамма за наукову журналістику з астрофізики високих енергій.
Fermilab присуджує стипендію Девіда Шрамма з теоретичної та експериментальної астрофізики.
На його честь названий астероїд 113952 Шрамм, відкритий у 2002 році за допомогою Sloan Digital Sky Survey.